# 唐·罗兰兹
唐·罗兰兹（英語：Don Rowlands，1926年6月17日—2015年3月18日），新西兰男子赛艇运动员。他曾代表新西兰参加1950年、1954年和1962年大英帝国和英联邦运动会赛艇比赛，获得一枚金牌和一枚银牌。